# チームS 3rd Stage「制服の芽」
『チームS 3rd Stage「制服の芽」』（チームエスサードステージ せいふくのめ）は、SKE48チームS劇場公演の3rd Stageである。本項では、公演を収録したCDについても記述する。
SKE48チームSの3rd公演である。公演期間は約3年9か月の超ロングラン公演となり、現時点でAKB48グループの劇場公演の最長公演期間記録となっている。公演期間が長期にわたっていたため、ユニットメンバーのシャッフルを行うなどマンネリ化を防ぐ工夫がされていた。
2014年1月5日からはSKE48研究生公演、同年4月25日からはSKE48チームSの5th公演、2018年1月29日からはHKT48チームKIVの3rd公演、2024年1月28日からは再びSKE48研究生公演としても行われている。

## 公演内容

### 曲目
1. overture（SKE48 ver.）
（作編曲：尾澤拓実　歌：TAZ）
全SKE48公演共通である。
2. 恋を語る詩人になれなくて
（作詞：秋元康　作曲：俊龍　編曲：Sizuk）
3. 合格Kiss
（作詞：秋元康　作編曲：後藤次利）
4. アンテナ
（作詞：秋元康　作曲：藤本貴則　編曲：田口智則・稲留春雄）
5. 制服の芽
（作詞：秋元康　作編曲：野中“まさ”雄一）
6. 思い出以上
（作詞：秋元康　作曲・編曲：野中“まさ”雄一）
7. 狼とプライド
（作詞：秋元康　作曲：吉富小百合　編曲：影家淳）
8. 女の子の第六感
（作詞：秋元康　作曲・編曲：関淳二郎）
9. 枯葉のステーション
（作詞：秋元康　作曲：市川裕一　編曲：樫原伸彦）
SKE48 リクエストアワーで2010年・2011年と2年連続で1位を獲得した。
10. 万華鏡
（作詞：秋元康　作曲・編曲：上田晃司）
11. ジェラシーのアリバイ
（作詞：秋元康　作曲：俊龍　編曲：市川裕一）
12. Doubt!
（作詞：秋元康　作曲・編曲：伊藤心太郎）
13. 仲間の歌
（作詞：秋元康　作曲：佐藤ひろこ　編曲：野中“まさ”雄一）
14. 水のないプール
（作詞：秋元康　作曲：俊龍　編曲：Sizuk）

アンコール
1. 楽園の階段
（作詞：秋元康　作曲：春行　編曲：野中“まさ”雄一）
2. ピノキオ軍
（作詞：秋元康　作曲：横健介　編曲：武藤星児）
3. 手紙のこと
（作詞：秋元康　作曲：藤井一徳　編曲：辻畑鉄也）

## SKE48 チームS 3rd Stage「制服の芽」公演
- 公演期間：2009年10月25日 - 2013年7月10日[1] 244回。
- 出演メンバー
大矢真那・小野晴香・加藤るみ・木﨑ゆりあ・北原里英・鬼頭桃菜・木下有希子・桑原みずき・新海里奈・菅なな子・須田亜香里・高田志織・出口陽・中西優香・平田璃香子・平松可奈子・松井珠理奈・松井玲奈・松下唯・森紗雪・矢神久美・山下もえ
※山下は2009年12月25日付で卒業。
※木下と須田は2010年2月27日付で研究生から昇格。
※新海・森は3月30日付で研究生に降格。
※木﨑は6月23日付で研究生から昇格。
※加藤は8月21日付で研究生から昇格。
※松下はケガの治療のため2010年2月14日から不参加。2011年9月30日に卒業。
※小野は2012年3月31日で卒業、3月26日の公演が最終公演となった。
※鬼頭と菅は8月29日付で研究生から昇格。
※平田は11月30日で卒業、10月23日の公演が最終公演となった。
※北原は2013年2月20日の公演が初公演。
※桑原・高田・平松・矢神は5月6日で卒業、4月18日の公演が最終公演となった。
※北原は4月28日付で兼任解除、5月8日の『北原里英 送る会』が最終公演となった。
- ユニット曲担当
  - 1stユニット (2009.10.25-2011.2.12, 2011.12.14-2013.7.10)
    - 思い出以上（平松→宮前・☆松井珠・山下→木下）
    - 狼とプライド（森→木﨑・矢神→菅）
    - 女の子の第六感（大矢・☆桑原→二村・新海→加藤・須田・高田→新土居）
    - 枯葉のステーション（松井玲）
    - 万華鏡（小野→木下→鬼頭・出口・中西・平田→桑原→北原→市野・☆松下→大矢→菅）

  - 2ndユニット (2011.2.11-2011.11.29)
    - 思い出以上（小野・高田・松井玲）
    - 狼とプライド（中西・松井珠）
    - 女の子の第六感（木下・出口・平田・（松下）→小林絵・矢神）
    - 枯葉のステーション（大矢）
    - 万華鏡（加藤・木﨑・桑原・須田・平松）

## SKE48 研究生公演「制服の芽」

### 2014年公演
- 公演期間：2014年1月5日 - 2014年4月19日 27回。
- 出演メンバー
青木詩織・井田玲音名・犬塚あさな・大脇有紗・荻野利沙・折戸愛彩・鎌田菜月・北川綾巴・北野瑠華・熊崎晴香・後藤真由子・佐々木柚香・空美夕日・竹内彩姫・野口由芽・日高優月・松村香織・山田樹奈・山本由香
  - 鎌田・空・山本は1月6日の公演から出演。
  - 山本は3月22日が最終公演、同日に辞退。
  - 折戸は4月7日が最終公演。4月29日に辞退。
  - 2014年4月には、一部公演で正規メンバーが出演した。
    - 12日：斉藤真木子（チームS）・14日：内山命（チームKII）・19日：斉藤・内山
- ユニット曲担当
  - 思い出以上（☆熊崎・佐々木・日高）
  - 狼とプライド（折戸・北川（空/青木））
  - 女の子の第六感（井田（後藤）・犬塚（後藤）・大脇（井田/青木）・☆北野（犬塚）・竹内（大脇））
  - 枯葉のステーション（野口）
  - 万華鏡（青木（山本/鎌田）・荻野（山本）・後藤（鎌田/荻野）・☆松村（青木）・山田）

### 2024年公演
- 公演期間：2024年1月28日[2] - 2024年5月18日 16回。
- 出演メンバー
大村杏・篠原京香・杉本りいな・原優寧・森本くるみ・山村さくら・伊藤虹々美・奥野心羽・柿元礼愛・加藤皐生・河村優愛・倉本羽菜・鈴木愛來・長谷川雅・松川みゆ・南澤恋々
  - オリジナルは16人公演だが、当公演は12人編成の公演となっている。
  - 長谷川は2024年2月11日の公演から出演。原は2月17日の公演から出演。加藤・南澤は2月23日の公演から出演。
  - 大村、篠原、杉本、原、森本、山村、鈴木は2024年5月20日付で研究生から昇格[3]。
- ユニット曲担当（☆はセンター、各曲各ポジションから一名ずつ出演）
  - 思い出以上
    - 森本
    - ☆篠原
    - 大村・奥野

  - 狼とプライド
    - 松川・加藤・杉本
    - 山村・南澤

  - 女の子の第六感
    - 柿元・倉本
    - 鈴木・杉本・篠原
    - ☆大村・河村・鈴木・杉本
    - 奥野
    - 杉本・河村・倉本

  - 枯葉のステーション
    - 森本

  - 万華鏡
    - 伊藤
    - 河村・長谷川・鈴木
    - ☆篠原
    - 山村・河村・鈴木
    - 倉本・原

## SKE48 チームS 5th Stage「制服の芽」公演
- 公演期間：2014年4月25日[4] - 2016年6月7日 135回。
- 出演メンバー
東李苑・犬塚あさな・大矢真那・北川綾巴・後藤理沙子・佐藤実絵子・杉山愛佳・竹内舞・田中菜津美・都築里佳・中西優香・野口由芽・野島樺乃・二村春香・松井珠理奈・松本慈子・宮澤佐江・宮前杏実・矢方美紀・山内鈴蘭・山田樹奈・渡辺美優紀
  - 松本は2014年5月8日の公演から出演。犬塚・野口は2014年8月4日付で研究生から昇格、8月22日の公演から正規メンバーとして出演。佐藤・中西は2015年3月22日に最終公演、3月31日に卒業。山田は2015年3月31日付で研究生から昇格。渡辺は同年5月21日、田中は5月28日の公演を持って兼任解除。同年11月28日付で杉山・野島が研究生から昇格、12月3日の公演から参加。
  - 2015年2月23日公演から、Sメンバー以外のSKE正規メンバーが出演する「シャッフル公演」が行われている。
- ユニット曲担当（☆はセンター、各曲各ポジションから一名ずつ出演）
  - 思い出以上
    - ☆北川・中西・後藤・宮前・矢方
    - 矢方・都築・竹内彩
    - 山内・竹内舞・野口・杉山

  - 狼とプライド
    - 東・渡辺・松本・野口・後藤
    - 二村・松本・北川

  - 女の子の第六感
    - ☆松井珠・宮澤・山内・二村・野口・後藤
    - 佐藤・山田
    - 中西・松本・犬塚
    - 後藤・大矢・野島・杉山
    - 都築

  - 枯葉のステーション
    - 渡辺・二村・東・野口・松本

  - 万華鏡
    - 大矢・後藤・杉山・松本
    - 竹内舞・中西・都築
    - 田中・矢方・松本・犬塚
    - 宮澤・都築・犬塚・野島・山田
    - ☆宮前・佐藤・田中

## HKT48 チームKIV 3rd Stage「制服の芽」公演
- 公演期間：2018年1月29日 -
- 出演メンバー
今田美奈・岩花詩乃・植木南央・運上弘菜・熊沢世莉奈・下野由貴・田中優香・地頭江音々・冨吉明日香・朝長美桜・馬場彩華・深川舞子・渕上舞・宮脇咲良・本村碧唯・森保まどか
その他のチームのメンバー：伊藤優絵瑠・上野遥・神志那結衣・田中菜津美（チームH）今村麻莉愛・小田彩加・堺萌香・坂本愛玲菜・清水梨央・武田智加・外薗葉月・山内祐奈・松本日向・村川緋杏・宮崎想乃（チームTII）

村重は2018年2月20日から公演に出演。田中優は2018年2月27日付で卒業。馬場は2018年11月27日公演より正規メンバーとして出演。
- ユニット曲担当（☆はセンター、各曲各ポジションから一名ずつ出演）
  - 思い出以上
    - ☆本村・下野・地頭江
    - 岩花・上野・下野・深川・外薗
    - 熊沢・神志那・下野・地頭江・岩花・清水

  - 狼とプライド
    - 朝長・深川・田中優・熊沢・本村・宮脇・岩花・運上・地頭江・馬場
    - 渕上・冨吉・田中菜・本村・下野・小田・運上・今村

  - 女の子の第六感
    - ☆冨吉・渕上
    - 植木・上野・渕上
    - 運上・村重・伊藤
    - 田中優・深川・宮崎・地頭江・坂本
    - 深川・上野・小田

  - 枯葉のステーション
    - 宮脇・熊沢・今田・深川・村重・植木・森保・冨吉・下野

  - 万華鏡
    - ☆森保・熊沢・今田
    - 下野・堺・坂本・渕上
    - 地頭江・村川・田中菜・馬場
    - 村重・冨吉
    - 今田・深川・武田・山内・松本

## SKE48「制服の芽」公演
- 公演期間：2024年6月2日 -
- 出演メンバー（2024年6月～2025年5月）
伊藤虹々美・奥野心羽・柿元礼愛・加藤皐生・河村優愛・倉本羽菜・長谷川雅・松川みゆ・南澤恋々
  - オリジナルは16人公演だが、当公演は12人編成の公演となっている。
  - 研究生に数名の正規メンバーを加えての公演となった。（初回は井田玲音名、伊藤実希、西井美桜が出演）
  - 加藤は2024年11月6日が最終公演、11月30日に辞退。柿元は2025年6月7日が最終公演、6月30日に辞退。
  - 伊藤虹・奥野・河村は2025年4月1日付で研究生から昇格。伊藤虹・河村は4月8日の公演から、奥野は4月23日の公演から正規メンバーとして出演。
  - 長谷川・松川は2025年6月1日付で研究生から昇格。
  - 2024年11月12日には、正規メンバー12名での公演を実施。
- 出演メンバー（2025年6月～）
SKE48メンバー全員
  - 12人編成の公演。
  - 2025年5月5日開催の「SKE48 30時間TV」グランドフィナーレにて、研究生中心から全メンバーで行う演目になることが発表された[5]。
- ユニット曲担当（初回出演メンバー、☆はセンター）
  - 思い出以上
    - 河村
    - ☆井田
    - 奥野

  - 狼とプライド
    - 加藤
    - 倉本

  - 女の子の第六感
    - 柿元
    - 井田
    - ☆伊藤実
    - 奥野
    - 河村

  - 枯葉のステーション
    - 倉本

  - 万華鏡
    - 西井
    - 南澤
    - ☆松川
    - 伊藤虹
    - 長谷川

## スタジオ収録CD
公演曲を公演メンバーがスタジオ収録したものである。

### チームS 3rd Stage「制服の芽」（CD）
- 収録メンバー
大矢真那・小野晴香・木下有希子・桑原みずき・新海里奈・須田亜香里・高田志織・出口陽・中西優香・平田璃香子・平松可奈子・松井珠理奈・松井玲奈・松下唯・森紗雪・矢神久美
- 収録曲
  1. overture（SKE48 ver.）
  2. 恋を語る詩人になれなくて
  3. 合格Kiss
  4. アンテナ
  5. 制服の芽
  6. 思い出以上（歌：木下・平松・松井珠）
  7. 狼とプライド（歌：森・矢神）
  8. 女の子の第六感（歌：大矢・桑原・新海・須田・高田）
  9. 枯葉のステーション（歌：松井玲）
  10. 万華鏡（歌：小野・出口・中西・平田・松下）
  11. ジェラシーのアリバイ
  12. Doubt!
  13. 仲間の歌
  14. 水のないプール
  15. 楽園の階段
  16. ピノキオ軍
  17. 手紙のこと

## 3D映画
『SKE48 3Dシネマライブ vol.1「制服の芽」公演2011』
2011年2月26日に期間限定プレミア上映の3D映画。本公演をオープニングからエンディングまで、フル3Dと5.1チャンネルサラウンドで完全収録したライブ映像。
劇場鑑賞に際し公式サイトで、立ち上がらない、アクションやペンライトの使用をしないなどの『SKE48 3Dシネマライブ 鑑賞五カ条』をルールとして呼びかけている。
キャッチコピーは「SKE48が全国へ飛び出す! 迫力のライブを3Dで体感!」。

## 劇場公演DVD

### チームS 3rd Stage「制服の芽」（DVD）
- 収録メンバー
大矢真那・小野晴香・加藤るみ・木﨑ゆりあ・木下有希子・桑原みずき・須田亜香里・高田志織・出口陽・中西優香・平田璃香子・平松可奈子・松井珠理奈・松井玲奈・矢神久美
- 収録曲
  1. overture（SKE48 ver.）
  2. 恋を語る詩人になれなくて
  3. 合格Kiss
  4. アンテナ
  5. 制服の芽
  6. 思い出以上（歌：平松・松井珠・木下）
  7. 狼とプライド（歌：木﨑・矢神）
  8. 女の子の第六感（歌：大矢・桑原・加藤・須田・高田）
  9. 枯葉のステーション（歌：松井玲）
  10. 万華鏡（歌：小野・出口・中西・平田・大矢）
  11. ジェラシーのアリバイ
  12. Doubt!
  13. 仲間の歌
  14. 水のないプール
  15. 楽園の階段
  16. ピノキオ軍
  17. 手紙のこと

## セルフカバーなど
- ピノキオ軍（SKE48 3rdシングル・カップリング）